# 志賀剛二
志賀 剛二（しが ごうじ、1874年（明治7年）1月1日 - 1972年（昭和47年）4月22日）は、大日本帝国陸軍軍人。最終階級は陸軍少将。

## 経歴・人物
宮城県出身。1896年（明治29年）陸軍士官学校第7期卒業。
1918年（大正7年）9月に熊谷連隊区司令官、1919年（大正8年）1月に陸軍歩兵大佐、1920年（大正9年）8月に歩兵第79連隊長を経て、1923年（大正12年）8月6日に陸軍少将に昇進と同時に待命、翌月の9月1日に予備役に編入した。
1947年（昭和22年）11月28日、公職追放仮指定を受けた。